# Angela Paton
Pour les articles homonymes, voir Paton.
Angela Paton, née le 11 janvier 1930 à Brooklyn (New York) et morte le 26 mai 2016 à Oakland (Californie), est une actrice américaine.

## Biographie
Angela Paton a joué dans American Pie : Marions-les ! dans le rôle de la grand-mère de Jim.

## Vie privée
Angela Paton, mariée à Bob Goldsby, vivait à Los Angeles.

## Filmographie
| Année | Titre                                 | Rôle                                                    | Notes         |
| ----- | ------------------------------------- | ------------------------------------------------------- | ------------- |
| 1971  | L'Inspecteur Harry                    | Inspectrice à la criminelle                             | (non crédité) |
| 1988  | Winnie                                | Mme Spencer                                             | Téléfilm      |
| 1989  | Roe vs. Wade                          |                                                         | Téléfilm      |
| 1989  | Manhunt: Search for the Night Stalker | Mrs. Webster                                            | Téléfilm      |
| 1990  | L'Expérience interdite                | Docteur                                                 |               |
| 1990  | Roxy est de retour                    | Gloria Sikes                                            |               |
| 1991  | Love, Lies and Murder                 | Membre de Commission des libérations conditionnelles #3 | Téléfilm      |
| 1991  | Crazy from the Heart                  | Edna                                                    | Téléfilm      |
| 1991  | Lies of the Twins                     | Mme Shearer                                             | Téléfilm      |
| 1992  | The Last of His Tribe                 | Mme Gustafson                                           | Téléfilm      |
| 1992  | Criminal Behavior                     | Adelaide                                                | Téléfilm      |
| 1992  | Keep the Change                       | Dinah                                                   | Téléfilm      |
| 1993  | Un jour sans fin                      | Mme Lancaster                                           |               |
| 1993  | Les Soldats de l'espérance            | Femme à Denver                                          | Téléfilm      |
| 1994  | Trou de mémoire                       | Shirley Pogue                                           |               |
| 1994  | Blue Sky                              | Dottie Owens                                            |               |
| 1994  | Where Are My Children?                | Ellie McNeil                                            | Téléfilm      |
| 1994  | Descente à Paradise                   | Hattie Anderson                                         |               |
| 1995  | Home for the Holidays                 | Femme dans l'avion                                      |               |
| 1996  | Au-delà des lois                      | Modérateur                                              |               |
| 1996  | Hollywood Boulevard                   | Mary                                                    |               |
| 1997  | Lolita                                | Mme Holmes                                              |               |
| 1998  | The Wedding Singer                    | Faye                                                    |               |
| 1998  | The Con                               | Lyla                                                    | Téléfilm      |
| 1999  | The Joyriders                         | Rita Mae Tuttle                                         |               |
| 2001  | Early Bird Special                    | Mme Carmichael                                          |               |
| 2001  | Joe La Crasse                         | Femme avec un Roadrunner                                |               |
| 2003  | The United States of Leland           | Femme avion                                             |               |
| 2003  | Die, Mommie, Die!                     | Fan d'Angela                                            |               |
| 2003  | American Pie : Marions-les !          | Grand-mère                                              |               |
| 2005  | Red Eye : Sous haute pression         | Femme gentille                                          |               |
| 2006  | Aisle 73                              | Frances Burnbaum                                        | Court         |
| 2007  | The Valley of Light                   | Granny                                                  | Téléfilm      |
| 2007  | Lavinia's Heist                       | Lavinia Silver                                          | Court         |
| 2007  | The Final Season                      | Anne Akers                                              |               |
| 2011  | Les Kennedy                           | Grand-mère                                              | Téléfilm      |
| 2013  | I Am I                                | Doris                                                   |               |
| 2014  | Last Wishes                           | Émilie Baptiste                                         | Court         |

## Télévision
| Année     | Titre                                | Rôle                   | Notes       |
| --------- | ------------------------------------ | ---------------------- | ----------- |
| 1988      | Génération Pub                       | Nourrice               | 1 épisode   |
| 1988–1989 | Falcon Crest                         | Harriet Anderson       | 6 épisodes  |
| 1989      | Rick Hunter                          | Eva Sands              | 1 épisode   |
| 1989      | Les Années coup de cœur              | Femme à la mairie      | 1 épisode   |
| 1990      | Doctor Doctor                        | Pauline Meacham        | 1 épisode   |
| 1990      | Equal Justice                        | Mme King               | 1 épisode   |
| 1990      | Lifestories                          | Eileen Chapin          | 1 épisode   |
| 1991      | Father Dowling Mysteries             | La secrétaire de Bates | 1 épisode   |
| 1991      | Code Quantum                         | Lottie Sammis          | 1 épisode   |
| 1991      | My Life and Times                    | Sarah Miller           | 1 épisode   |
| 1991      | Wings                                | Sandy                  | 1 épisode   |
| 1991      | La Loi de Los Angeles                | Sandra Vosburgh        | 1 épisode   |
| 1992      | Murphy Brown                         | Nourrice #1            | 1 épisode   |
| 1992      | Docteur Doogie                       | Betty Jameson          | 1 épisode   |
| 1991–1992 | Nurses                               | Mme Kerper, Mme Pinson | 2 épisodes  |
| 1993      | Sirènes                              | Dognapper              | 1 épisode   |
| 1993      | Love & War                           | Nourrice Doris         | 1 épisode   |
| 1994      | Dave's World                         | Mme Begley             | 1 épisode   |
| 1995      | Star Trek: Voyager                   | Aunt Adah              | 1 épisode   |
| 1995      | Something Wilder                     | Mme Griffen            | 1 épisode   |
| 1995      | New York Police Blues                | Josephine Stevens      | 1 épisode   |
| 1995      | Un drôle de shérif                   | Mme Addelson           | 1 épisode   |
| 1995      | The Client                           | Mme Jarvis             | 1 épisode   |
| 1994–1995 | Papa bricole                         | Irma                   | 2 épisodes  |
| 1995      | Urgences                             | Mme Ransom             | 1 épisode   |
| 1996      | Seduced by Madness                   | Joan                   | 2 épisodes  |
| 1996      | Cybill                               | Evelyn                 | 1 épisode   |
| 1996      | The Home Court                       | Marie Grant            | 1 épisode   |
| 1996      | Caroline in the City                 | Mme Larson             | 1 épisode   |
| 1997      | Ink                                  | Mme Iniger             | 1 épisode   |
| 1997      | The Tom Show                         | Mme Thompson           | 1 épisode   |
| 1997      | Cracker                              | Le Suspect             | 1 épisode   |
| 1998      | Chicago Hope : La Vie à tout prix    | Irene                  | 1 épisode   |
| 1998      | Players, les maîtres du jeu          | Madge                  | 1 épisode   |
| 1998      | Dharma et Greg                       | Judith                 | 1 épisode   |
| 1998      | Jesse                                | Mme Baum               | 1 épisode   |
| 1999      | L.A. Doctors                         | Mme Gerken             | 1 épisode   |
| 1999      | Sliders : Les Mondes parallèles      | Mme Meadows            | 1 épisode   |
| 2000      | Boston Public                        | Mme Walsh              | 2 épisodes  |
| 2001      | Lydia DeLucca                        | Mme Leski              | 1 épisode   |
| 2001      | The X-Files : Aux frontières du réel | Mme Lukesh             | épisode 4-D |
| 2002      | First Monday                         | Bernice Jaworski       | 1 épisode   |
| 2002      | Becker                               | Mme Bernstein          | 1 épisode   |
| 2003      | JAG                                  | Elena Motley           | 1 épisode   |
| 2005      | Numbers                              | Eyewitness             | 1 épisode   |
| 2005      | Larry et son nombril                 | Ruth                   | 1 épisode   |
| 2006      | Four Kings                           | Betty                  | 1 épisode   |
| 2008      | Earl                                 | Vieille femme          | 1 épisode   |
| 2010      | Sons of Tucson                       | Ethel                  | 1 épisode   |
| 2010      | Médium                               | Mme Halstead           | 1 épisode   |
| 2011      | Grey's Anatomy                       | Martha Elkin           | 1 épisode   |
| 2014      | I Didn't Do It                       | Mme Klasby             | 1 épisode   |